# Maria Romell
Lovisa Maria Lorentina Romell, född Stenquist den 13 juni 1859, död den 3 juli 1949, var en svensk uppfinnare. Hon var upphovsman till ett antal uppfinningar, däribland ett värmeisolerat matkärl, en hudsalva, ett resetui för sysaker och en perforerad insats för uppsamling av skräp i köket. 

## Biografi
Maria Romell var uppväxt på Gotland men flyttade senare till Stockholm där hon fick anställning på patentbyrån Zacco och Bruun. 
Hon gifte sig med Lars Romell år 1889 och senare samma år startade hon sin egen patentbyrå, Romells patentbyrå, vilket var mycket anmärkningsvärt för den tiden. Maria Romell var mycket initiativrik och försökte alltid hitta nya sätt att försörja makarna. 
När hennes man blev tvungen att lämna läraryrket började han som medarbetare i hennes patentbyrå, som paret fortsatte att utveckla. Han tog senare över patentbyrån och till sist såldes Romells patentbyrå till Maria Romells tidigare arbetsgivare Zacco och Bruun, som senare bytte namn till Zacco respektive Stockholms patentbyrå.
Makarna Romell är begravda på Djursholms begravningsplats.